# هوهانس کامه‌ناتسی
هُوْهانِس کامه‌ناتسی (ارمنی: Հովհաննես Կամենացի؛ انگلیسی: Yovhannes Kamenatsi زادهٔ - درگذشته) ح. ۱۶ام - ۱۷ام، مؤلف اهل ارمنستان بود.